# Předmětová a oborová didaktika
Předmětová a oborová didaktika je značně diferencovaná. Vedle didaktik konkrétních vyučovacích předmětů (didaktika fyziky, didaktika informatiky, didaktika německého jazyka, didaktika dějepisu aj.) se lze setkat s didaktikami oborů či širších vzdělávacích oblastí (didaktika přírodních věd, didaktika uměleckých předmětů aj.).
Didaktiky předmětové a oborové a didaktiky jednotlivých druhů a stupňů škol bývají někdy souhrnně označovány jako didaktiky speciální.

## Předmětová didaktika
Patří společně s oborovou didaktikou mezi pedagogické disciplíny popisující a objasňující procesy a učení. Měla by tak vést ke zkvalitňování výuky samotného předmětu. Zabývá se procesy vyučování a učení s ohledem na předmětovou příslušnost a specifičnost. Termín „předmětová didaktika“ se podle potřeby nahrazuje termínem specifikujícím, o kterou didaktiku předmětu se jedná. Vznikají tak tedy například tyto spojení: didaktika informatiky, didaktika fyziky, didaktika tělesné výchovy.
Předmětová didaktika se zabývá problémy výuky v konkrétních vyučovacích předmětech a zpravidla je chápána jako jejich metodika. Utvářejí se ve vazbě na příslušné vyučovací předměty a v podmínkách daných kurikulem školního vzdělávání.

## Oborová didaktika
Vymezení pojmu oborová didaktika není doposud ustálené. Jeho výklady se pohybují v rozmezí od poměrně úzce pojímané metodiky (pravidla správného vyučování v určitém oboru) až po komplexní pojetí oborové didaktiky jako aplikované vědy založené na základním výzkumu. Pro současný vývoj je charakteristické směřování ke komplexnímu pojetí oborových didaktik.
Oborovou didaktiku lze chápat jako vědu zprostředkovávající svůj obor směrem k nejrůznějším adresátům. Přitom je však třeba poznamenat, že nezprostředkovávají veškeré oborové obsahy, nýbrž vybírají a zpracovávají především ty, které se ukazují jako užitečné z hlediska vyučování a učení, tj. přispívají k rozvoji znalostí, dovedností, kompetencí, postojů a jiných dispozic žáků na určitém stupni a typu školy. K tomu systematicky využívají poznatků dalších disciplín, např. pedagogiky a obecné didaktiky, pedagogické a vývojové psychologie a dalších. V tomto smyslu mají oborové didaktiky interdisciplinární charakter.
Tento typ didaktiky se profiluje jako relativně autonomní vědní disciplína, jejichž předmětem je celý proces komunikace v příslušném oboru a jemu odpovídající vzdělávací složka.
Protože se oborová didaktika věnuje průniku mezi určitou oblastí lidského poznávání, může být označována například za mezioborovou didaktiku, metadidaktiku, nebo obecnou oborovou didaktiku. Její pojmenování se tedy liší především podle autorů.

### Dělení z hlediska funkcí
- didaktika normující
- didaktika zasahující
- didaktika popisující a objasňující

Vzhledem k tomu, že se (oborová) didaktika rozvíjí v těsném sepětí s učitelským vzděláváním, bývá chápána také jako profesní věda pro učitele, která zaměřuje svůj teoretický a praktický zájem na situace vyučování a učení v oboru, na jejich cíle a podmínky.

## Didaktika druhů a stupňů škol
Rozpracovávány jsou také didaktiky jednotlivých druhů a stupňů škol, např. didaktika primární školy, didaktika sekundární školy a další.